# 鳥取県道23号倉吉由良線
鳥取県道23号倉吉由良線（とっとりけんどう23ごう くらよしゆらせん）は、鳥取県倉吉市と東伯郡北栄町を結ぶ県道（主要地方道）である。

## 概要

### 路線データ
本線
- 起点：鳥取県倉吉市和田・和田橋北交差点（国道313号・鳥取県道312号倉吉環状線交点）
- 終点：鳥取県東伯郡北栄町由良宿（国道9号交点）
- 総延長：10.6 km

支線
- 起点：鳥取県東伯郡北栄町六尾・由良川橋西詰交差点（鳥取県道23号倉吉由良線本線・鳥取県道320号羽合東伯線交点）
- 終点：鳥取県東伯郡北栄町西園（国道9号交点）
- 総延長：2.0 km

## 歴史
- 1993年（平成5年）5月11日 - 建設省から、県道倉吉由良線が倉吉由良線として主要地方道に指定される[1]。
- 2013年（平成25年）9月30日 - 同年9月27日付鳥取県告示第705・706・707号により、瀬戸バイパス（東伯郡北栄町原・瀬戸交差点 - 東伯郡北栄町瀬戸・新瀬戸橋間）が部分供用開始[2][3][4]。
- 2017年（平成29年）3月24日 - 鳥取県告示第197・198号により、瀬戸バイパス（東伯郡北栄町大島 - 東伯郡北栄町原・瀬戸交差点間）が供用開始し、瀬戸バイパスが全通[5][6]。
- 2019年（令和元年）9月10日 - 鳥取県告示第233・235号により、東伯郡北栄町六尾・由良川橋西詰交差点 - 東伯郡北栄町由良宿・北栄町役場大栄庁舎前交差点 - 同・終点間が供用開始（東伯郡北栄町六尾・由良川橋西詰交差点 - 東伯郡北栄町由良宿・北栄町役場大栄庁舎前交差点間は鳥取県道320号羽合東伯線との重用区間、東伯郡北栄町由良宿・北栄町役場大栄庁舎前交差点 - 同・終点間は鳥取県道167号由良停車場線との重用区間）。また、新たに供用開始した経路が本線となり、従来の経路は支線となる[7][8]。
- 2020年（令和2年）1月28日 - 鳥取県告示第24・25号により、瀬戸バイパスに並行する旧道を北栄町に移管し、北栄町道となった[7][9]。

## 路線状況

### 重複区間
本線
- 鳥取県道312号倉吉環状線（倉吉市和田東町・和田橋北交差点 - 倉吉市和田・和田交差点）
- 鳥取県道250号亀谷北条線（東伯郡北栄町大島 - 東伯郡北栄町原・瀬戸交差点）
- 鳥取県道320号羽合東伯線（東伯郡北栄町六尾・由良川橋西詰交差点 - 東伯郡北栄町由良宿・北栄町役場大栄庁舎前交差点）
- 鳥取県道167号由良停車場線（東伯郡北栄町由良宿・北栄町役場大栄庁舎前交差点 - 同・終点）

支線
- 鳥取県道320号羽合東伯線（東伯郡北栄町六尾・由良川橋西詰交差点 - 東伯郡北栄町西園）

### 道路施設

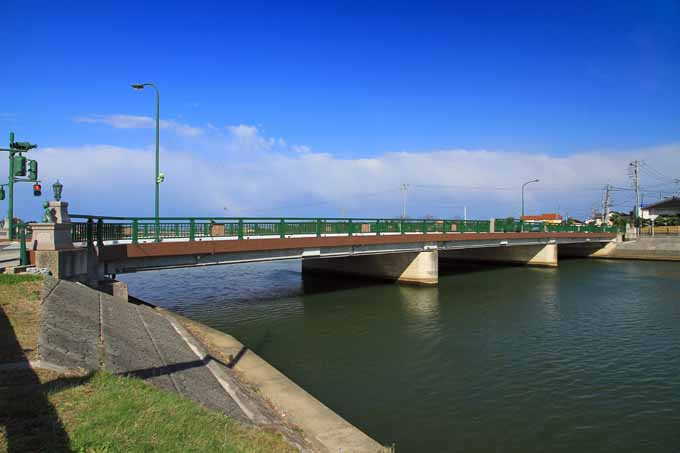
コナン大橋

#### 橋梁
- コナン大橋（由良川）

#### 道の駅
- 道の駅大栄

## 地理

### 通過する自治体
- 倉吉市
- 東伯郡北栄町

### 交差する道路
本線

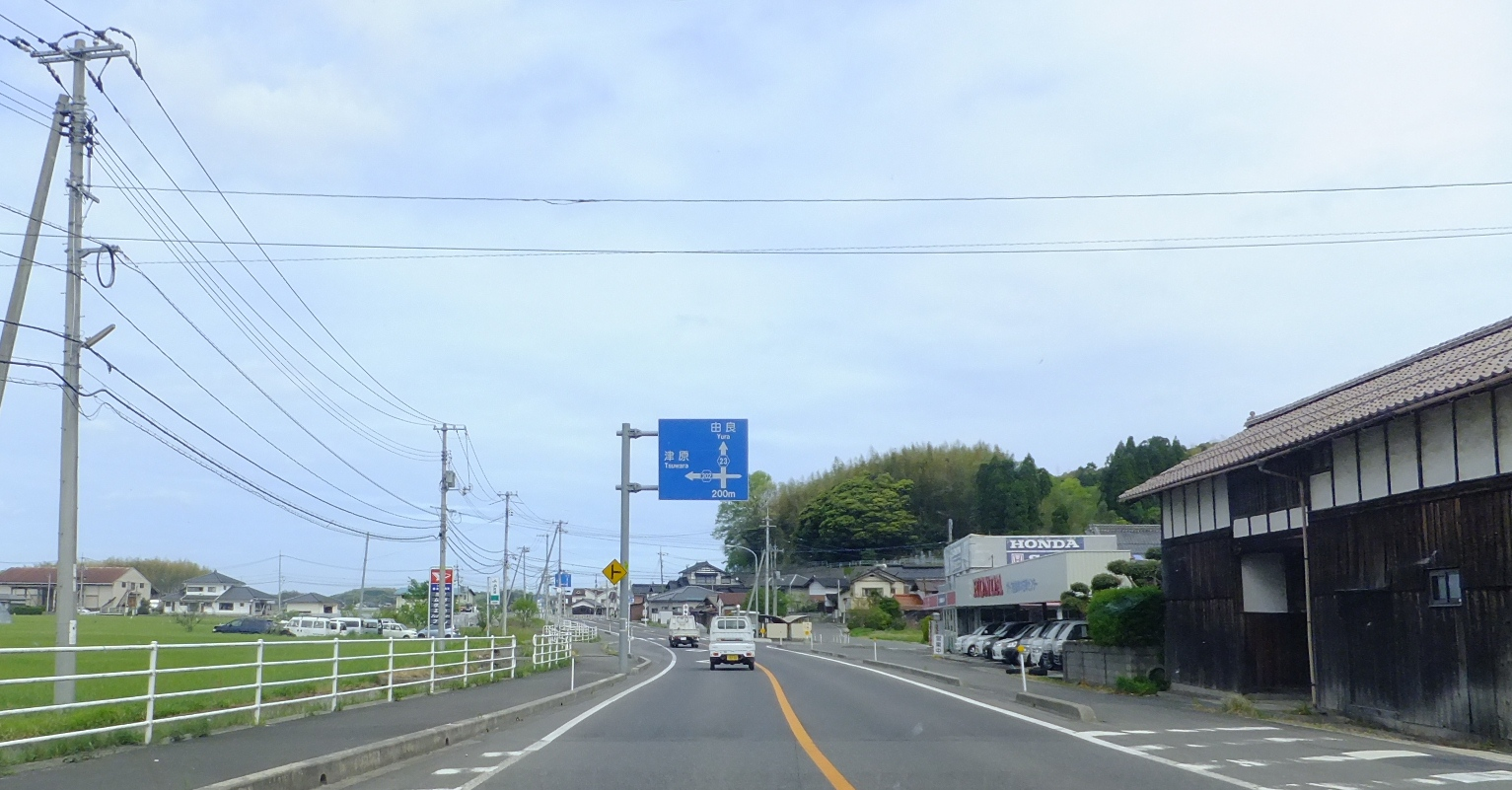
倉吉市穴沢で撮影

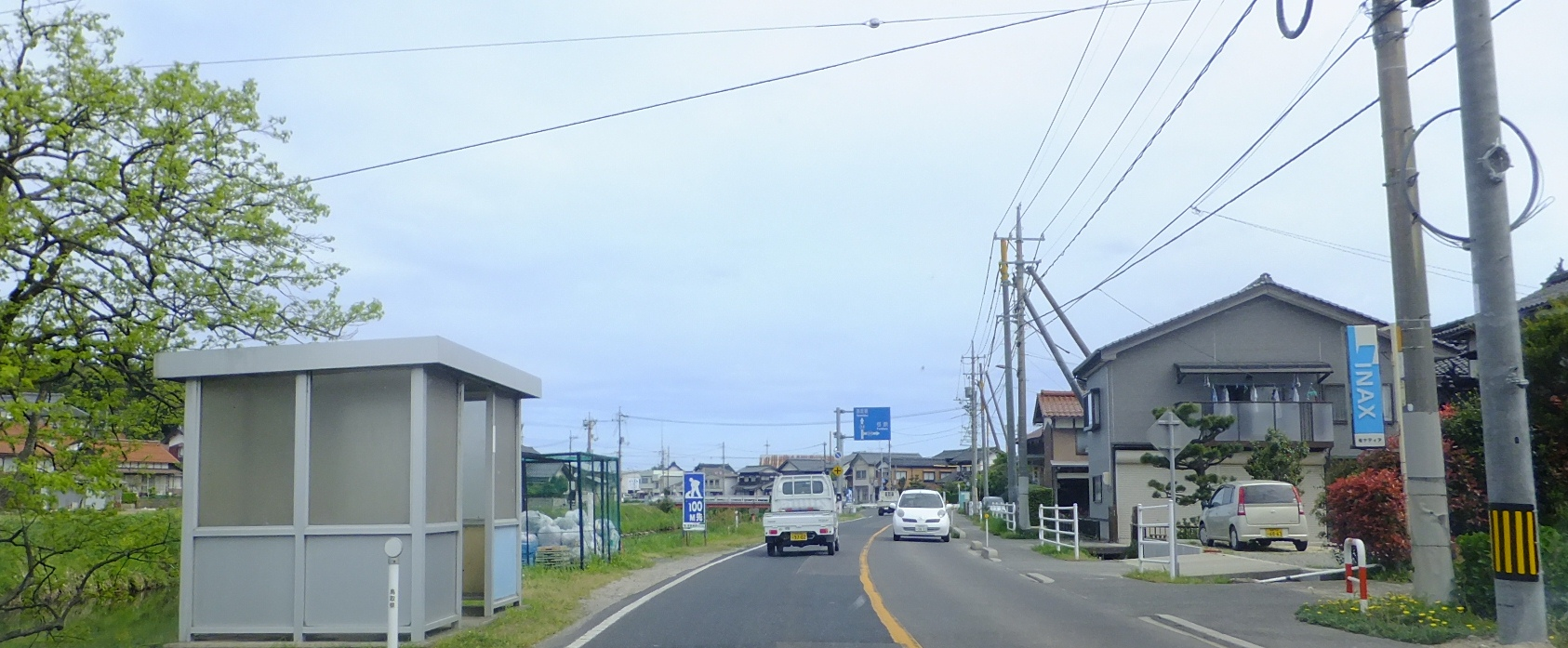
東伯郡北栄町瀬戸で撮影（現在は北栄町道）

- 国道313号・鳥取県道312号倉吉環状線（倉吉市和田東町・和田橋北交差点、起点）
- 鳥取県道312号倉吉環状線（倉吉市和田・和田交差点）
- 鳥取県道202号津原穴沢線（倉吉市穴沢・穴沢交差点）
- 鳥取県道250号亀谷北条線（東伯郡北栄町大島）
- 鳥取県道250号亀谷北条線（東伯郡北栄町原・瀬戸交差点）
- 鳥取県道23号倉吉由良線支線・鳥取県道320号羽合東伯線（東伯郡北栄町六尾・由良川橋西詰交差点）
- 鳥取県道167号由良停車場線・鳥取県道320号羽合東伯線（東伯郡北栄町由良宿・北栄町役場大栄庁舎前交差点）
- 国道9号（鳥取県道503号赤碕東郷自転車道線重複）（東伯郡北栄町由良宿、終点）

支線
- 鳥取県道23号倉吉由良線本線・鳥取県道320号羽合東伯線（東伯郡北栄町六尾・由良川橋西詰交差点）
- 鳥取県道320号羽合東伯線（東伯郡北栄町西園）
- 国道9号（鳥取県道503号赤碕東郷自転車道線重複）（東伯郡北栄町西園、終点）